# Jawornik-Przedmieście
Jawornik-Przedmieście est un village du sud-est de la Pologne dans la voïvodie des Basses-Carpates. Il fait partie de la gmina de Jawornik Polski (commune rurale) et du powiat de Przeworsk. La population du village s'élevait à 651 habitants en 2011.

## Géographie
| Dylągówka | Hadle Szklarskie      |                 |
| Szklary   | Jawornik-Przedmieście | Jawornik Polski |
|           | Laskówka              |                 |

Jawornik-Przedmieście se situe à environ à 0,5 km de Jawornik Polski, 24,5 km de Przeworsk la capitale du powiat et 26 km de Rzeszów la capitale régionale.